# 모리정 (홋카이도)
모리정(일본어: 森町 모리마치[*])은 일본 홋카이도 오시마 종합진흥국 관내 중부에 있는 정이다. 정명의 유래는 아이누어의 ‘오니우시’(オニウシ, 수목이 많은 곳이라는 뜻)의 의역이다.

## 지리
오시마 관내 중부에 위치하며 북부는 우치우라만과 접한다. 다른 세 방면은 산악 지대로, 정 동부에는 고마가산이 있다. 연안 및 고마가 서부를 국도 5호선, 하코다테 본선이 종관한다.

### 인접한 자치체
- 오시마 종합진흥국
  - 호쿠토시
  - 가야베군 시카베정
  - 가메다군 나나에정
  - 후타미군 야쿠모정

- 히야마 진흥국
  - 히야마군 앗사부정

## 역사
- 1902년 - 가메다군 슈쿠노베촌, 가야베군 모리촌, 오시로나이촌, 와시노키촌, 노타니촌, 이시쿠라촌이 합병해 새로운 가야베군 모리촌이 되었다.
- 1921년 - 정으로 승격해 모리정이 되었다.
- 1961년 - 모리정 대화재가 발생해 시가지의 대부분이 소실되었다.
- 2005년 4월 1일 - 구 모리정, 스나하라정의 대등 합병으로 현재의 모리정이 설치되었다.

## 교통

### 철도
- 홋카이도 여객철도 하코다테 본선

### 도로
- 국도 5호선
- 국도 278호선